# 斯通夸里米爾斯 (印地安納州)
斯通夸里米爾斯（英語：Stone Quarry Mills）是位於美國印地安納州亨利縣的一個非建制地區。該地的面積和人口皆未知。